# Talisman
Talisman je predmet, za katerega verjamejo, da vsebuje nekatere magične ali zakramentalne lastnosti, ki lahko zagotovijo veliko sreče pri lastniku ali morda nudijo zaščito pred zlom ali škodo. 
Amulete in talismane ljudje pogosto zamenjujejo kljub razlikam. Amulet je objekt z naravnimi magičnimi lastnostmi, talisman pa mora biti napolnjen z magično močjo s strani ustvarjalca; to dejanje posvetitve ali "polnjenja" šele daje talismanu domnevno magično moč. Talisman je vedno namenjen za določen razlog, medtem ko se amulet lahko uporablja za splošne namene, kot so preprečevanje zla ali pritegnitev sreče. 

## Etimologija
Beseda izhaja iz arabske besede talsam (طلسم), ki izhaja iz pozne grške besede  telesma (τέλεσμα), "zaključek, verski obred", [4] le-ta pa izhaja iz besede teleō (τελέω), kar pomeni "Jaz izvedem, opravim obred".  

## Priprava talismana
Vse tradicionalne magične šole svetujejo, da mora talisman ustvariti oseba, ki ga namerava uporabljati. Priporočajo tudi, da mora biti oseba, ki talisman pripravlja, dobra z vsemi simboli priključenimi na vse različne planetarne in elementarne sile. V številnih srednjeveških talismanih so uporabljeni geomantični znaki in simboli v zvezi z različnimi planeti. Ti simbolizmi, ki so pogosto vključeni v geomantično prerokovanje, imajo tudi alkimistične posledice. Druge čarobne znamenja kot so barve, vonji, simbologija, vzorci, kabalistične figure, se tudi lahko vključijo v oblikovanje talismana. Vendar pa morajo biti v sinhronizaciji z elementarnimi ali planetarnimi silami, da predstavljajo talisman. Prav tako je mogoče razširiti osebno noto talismana z dodajanjem verzov, napisov ali vzorcev. Ti napisi so lahko čarobni simbole, verzi iz Biblije ali soneti. 

## Talismani v srednjeveški medicini
Lea Olsan piše o uporabi amuletov in talismanov, kot so jih predpisovali zdravniki v srednjeveškem obdobju. Navaja štiri zdravnike, ki so jih uporabljali kot primarne vire za svoje raziskave. Pojasnjuje, da je bila uporaba teh talismanov in molitev (iz a Empirica v uglednih medicinskih besedilih) "redka izbira zdravljenja"  zaradi nezmožnosti, da bi takšna zdravljenja ustrezno utemeljili z galenskimi medicinskimi nauki. Vendar pa je uporaba amuletov običajno veljala za sprejemljivo zaradi velikega števila sklicevanj na njihovo uporabo v celotni medicinski literaturi. S sklicevanjem na te reference je Gilbertus Anglicus (c. 1180 – c. 1250) na primer, pisal o nujnosti uporabe talismana za zagotovitev spočetja otroka. Opisan je postopek izdelave talismana, ki vključuje "pisanje besed, nekaj brezprekinitvenega, nekaj svetopisemskega, na pergamentu, ki visi okoli vratu moškega ali ženske med seksom." 

## Primeri

### Solomonov pečat
Salomonov pečat, znan tudi kot prepleten trikotnik, je prvobiten talisman in amulet, ki se pogosto uporablja v različnih religijah. Kot talisman so verjeli, da je vsemogočen, pri čemer je idealen simbol absolutnega in so ga nosili za zaščito pred vsemi smrtnimi žrtvami, grožnjami in težavami ter za zaščito od vsega zla. V svojo obliko, trikotnik s svojimi vogali navzgor predstavlja dobro, obrnjen trikotnik, zlo: trikotnik z vrhom navzgor kot običajno pri Trojici, ki obstaja v različnih religijah; v Indiji, na Kitajskem in Japonskem njegovi trije vogali predstavljajo Brahme, Višnuja in Šivo, stvarnika, ohranjevalca in uničevalca ali regeneratorja; v Egiptu je predstavljal Ozirisa, Izis in Horusa; v krščanski cerkvi Sveto Trojico. 
Kot celota stoji za elementi ognja in duha, ki so sestavljeni iz treh vrlin (ljubezen, resnica in modrost). Trikotnik z vrhom navzdol simbolizira element vode in je zaznamovan z materialnim svetom ali tremi nasprotniki duše: svet, meso in hudič in glavnih grehov, zavisti, sovraštva in zlobe. Zato je pomen teh dveh prepletenih trikotnikov zmaga duha nad materijo. Na začetku naše sedanje civilizacije so verjeli  v vsemogočen talisman in amulet, še posebej, če se je uporabljal bodisi Antonov križ, hebrejski Yodh ali egiptovski Ankh v centru. 

### Talismanski zvitek
Ta predmet, "Talismaniski zvitek" iz 11. stoletja, je bil odkrit v Egiptu in proizveden v Fatimidskem islamskem kalifatu (909-1171 n. št.) hranijo v zbirki Metropolitan Museum of Art (New York, NY), skupaj s številnimi drugimi srednjeveškimi islamskimi amuleti in talismani, ki so jih podarili muzeju, člani družine Abemayor leta 1978. Je 9 krat 3 cm velik, miniaturni papirni zvitek, ki vsebuje kombinacijo molitve in verzov iz korana in je bil ustvarjen za umestitev v amuletno skrinjico. Predstavlja najstarejšo kaligrafsko arabsko pisavo, in je enako kot "Salomonov pečat" opredeljen v številnih islamskih umetninah tega obdobja. Blok tisk je bil uporabljen kot tehnika, s katero bi množično proizvajali talismanske rokopise, sto let pred tiskanjem v evropskih družbah. 

### Svastika
Svastika je eden najstarejših in najbolj razširjenih znanih talismanov, ki mu lahko sledimo v kameno dobo in je bil najden kot zareza na kamnitih ploščah te dobe. Najti ha je mogoče v vseh delih starih in novih svetov in v prazgodovinskih ruševinah in ostankih. Kljub trditvi nekaterih pisateljev, da so ga uporabljali Egipčani, je malo dokazov, ki bi kazali na to.
Obe obliki, s kraki obrnjenimi na levo in na desno, sta enako pogosti. Na kamnitih stenah budističnih jam v Indiji, na katerih najdemo številne simbole, so kraki v istem napisu pogosto obrnjeni v obe smeri. 